# Wildermieming
Wildermieming é um município da Áustria, situado no distrito de Innsbruck-Land, no estado do Tirol. Tem 31,17 km² de área e sua população em 2019 foi estimada em 741 habitantes.